# Метью Вон
Ме́тью де Вер Драммо́нд (англ. Matthew de Vere Drummond; нар. 7 березня 1971, Лондон, Велика Британія) — англійський кінопродюсер, режисер, сценарист, а також актор. Відомий за ім'ям Метью Вон (англ. Matthew Vaughn).
Метью Вон — продюсер таких фільмів, як «Карти, гроші та два стволи, що димлять» (1998), «Великий куш» (2000), «Фантастична четвірка» (2015), режисер кінострічок «Зоряний пил» (2007), «Люди Ікс: Перший клас» (2011), «Kingsman: Таємна служба» (2014) та інших. Номінант премії БАФТА 1999, 2005, 2020 років; володар премії письменників-фантастів «Г'юго» (2008), британської кінопремії «Імперія» (2005) та інших.

## Біографія
Мати Метью Вона — дочка лондонського магната Кеті Кітон (англ. Kathleen 'Kathy' Megan Creaton, померла 20 липня 2013). На початку свого життя Метью Вон уважав своїм батьком американського актора Роберта Вона, який залишив Кеті незадовго до народження сина. Проте в 1980-х роках це було спростовано, а 2002 року доведене батьківство графа Джорджа Альберта Гарлі (Джордж де Вер) Драммонда, британського аристократа та хрещеника короля Георга VI. Тепер Метью в офіційному та особистому житті використовує прізвище справжнього батька, а у професійній діяльності, на давнє прохання Роберта Вона, — прізвище «першого батька».
Метью Вон отримав освіту в приватній школі у Стоу, Бакінгемшир (англ. Stowe School). Після школи протягом року подорожував та працював асистентом режисера в Лос-Анджелесі. Після повернення до Лондону поступив до столичного Університетського коледжу, де вивчав антропологію і давню історію. Проте припинив навчання за кілька тижнів.

## Кар'єра в кіно
Перший фільм Метью Вона як продюсера вийшов 1996 року, це був трейлер The Innocent Sleep (у головних ролях — Руперт Ґрейвс, Аннабелла Шиорра, Майкл Гембон). Згодом Метью очолив виробництво фільму «Карти, гроші та два стволи, що димлять» (1998) свого друга, режисера Гая Річі. Популярність фільму принесла Вону і Річі перший значний творчій і фінансовий успіх: за «Карти, гроші та два стволи…» автори отримали приблизно 9 млн фунтів кожен. У 2000 році Метью Вон став продюсером фільму Гая Річі «Великий куш» (англ. Snatch), у 2002-му — фільму «Віднесені хвилею» (англ. Swept Away).
Дебют Вона-режисера відбувся 2004 року з фільмом «Листковий пиріг» (англ. Layer Cake), в якому знялися відомі актори: Деніел Крейг, Колм Міні, Сієна Міллер та інші. Метью Вон — виробник ще кількох популярних фільмів 2000—2010-х років, причому під час роботи над деякими з них Вон працював одночасно режисером, продюсером та автор сценарію: «Зоряний пил» (2007), «Пипець» (2010), «Kingsman: Таємна служба» (2014).
У травні 2010 року кінокомпанія 20th Century Fox запросила Метью Вона на місце вибулого Браяна Сінгера для знімання фільмів серії «Люди Ікс»: 2011 року вийшов у прокат «Люди Ікс: Перший клас» (режисер, автор сценарію), 2014-го — «Люди Ікс: Дні минулого майбутнього» (Вон став автором сценарію).
Результатами співпраці Метью Вона з кінокомпанією 20th Century Fox також стали касові фільми 2014—2015 рр.: «Kingsman: Таємна служба» та «Фантастична четвірка».

## Особисте життя
Давнім і близьким другом Метью Вона є знаменитий британський режисер Гай Річі, який був боярином на весіллі продюсера.
Дружина Метью Вона — німецька супермодель Клаудія Шиффер (з 25 травня 2002 року). Діти подружжя: син Каспар Метью де Вер (англ. Caspar Matthew De Vere, нар. 30 січня 2003), дочка Клементина Поппи (англ. Clementine Poppy, нар. 11 листопада 2004) і дочка Косіма Віолета (англ. Cosima Violet, нар. 14 травня 2010).
Родина Метью Вона і Клаудії Шіффер мешкає у квартирі в лондонському районі Ноттінг Гілл та у власному маєтку Колдем-Хол (англ. Coldham Hall), графство Суффолк.

## Фільмографія
| Рік  | Назва                                  | Оригінальна назва                    | Режисер | Сценарист | Продюсер | Актор |
| ---- | -------------------------------------- | ------------------------------------ | ------- | --------- | -------- | ----- |
| 1995 | Сон немовляти                          | The Innocent Sleep                   |         |           | Так      |       |
| 1998 | Карти, гроші та два стволи, що димлять | Lock, Stock and Two Smoking Barrels  |         |           | Так      | Так   |
| 2000 | Великий куш                            | Snatch                               |         |           | Так      |       |
| 2000 |                                        | Lock, Stock… (телесеріал)            |         |           | Так      |       |
| 2001 | Костолом                               | Mean Machine                         |         |           | Так      |       |
| 2002 | Віднесені хвилею                       | Swept Away                           |         |           | Так      |       |
| 2003 | Короткий фільм про Джона Болтона       | A Short Film About John Bolton       |         |           | Так      |       |
| 2003 |                                        | Swag (телесеріал)                    |         |           | Так      |       |
| 2003 |                                        | Make My Day (телесеріал)             |         |           | Так      |       |
| 2004 | Листковий пиріг                        | Layer Cake                           | Так     |           | Так      |       |
| 2007 | Зоряний пил                            | Stardust                             | Так     | Так       | Так      |       |
| 2009 | Гаррі Браун                            | Harry Brown                          |         |           | Так      |       |
| 2010 | Пипець                                 | Kick-Ass                             | Так     | Так       | Так      |       |
| 2010 | Розплата                               | The Debt                             |         | Так       | Так      |       |
| 2010 |                                        | Kick-Ass: The Game (комп'ютерна гра) |         |           | Так      |       |
| 2011 | Люди Ікс: Перший клас                  | X-Men: First Class                   | Так     | Так       |          |       |
| 2013 | Пипець 2                               | Kick-Ass 2                           |         |           | Так      |       |
| 2014 | Люди Ікс: Дні минулого майбутнього     | X-Men: Days of Future Past           |         | Так       |          |       |
| 2015 | Kingsman: Таємна служба                | Kingsman: The Secret Service         | Так     | Так       | Так      |       |
| 2015 | Фантастична четвірка                   | Fantastic Four                       |         |           | Так      |       |
| 2016 | Едді «Орел»                            | Eddie the Eagle                      |         |           | Так      |       |
| 2017 | Кінгсман: Золоте кільце                | Kingsman: The Golden Circle          | Так     | Так       | Так      |       |
| 2018 | короткометражний                       | Nike: Awaken the Phantom             | Так     |           |          |       |
| 2019 | Рокетмен                               | Rocketman                            |         |           | Так      |       |
| 2020 | Бладшот                                | Bloodshot                            |         |           | Так      |       |
| 2021 | Кінгс Мен                              | The King's Man                       | Так     |           | Так      |       |
| 2021 | Тиха ніч                               | Silent Night                         |         |           | Так      |       |
| 2024 | Арґайл                                 | Argylle                              | Так     |           | Так      |       |